# Lactocollybia aequatorialis
Lactocollybia aequatorialis är en svampart som beskrevs av Singer 1977. Lactocollybia aequatorialis ingår i släktet Lactocollybia och familjen Marasmiaceae.   Inga underarter finns listade i Catalogue of Life.